# Heather Myles
Heather Myles (Riverside, California, 31 de julio de 1962) es una cantante estadounidense de música country. Parctica un estilo honky tonk característico del sonido Bakersfield y ha sido comparada con Dwight Yoakam.

## Biografía
Myles nació en Riverside, California, donde sus padres se dedicaban a la cría y entrenamiento de caballos para carreras.  Heather trabajó en el negocio familiar antes de dedicarse profesionalmente a la música. Siendo todavía adolescente se unió a una banda y en a penas un año conseguía su primer contrato discográfico de la mano de HighTone Records.
Publicó su álbum de debut Just Like Old Times en 1992 con bastante material original junto con versiones de temas de Jim Lauderdale y Robert Cray. El disco fue recibido con elogios por la prensa especializada en country debido a sus contundentes letras y al potente sonido honky-tonk.
En 1998 publicó Highways and Honkytonks su tercer álbum de estudio, primero con Rounder Records, del que destaca el dueto con Merle Haggard en el tema "No One is Gonna Love You Better."
Su siguiente trabajo, Sweet Talk & Good Lies, publicado en 2002 de nuevo con Rounder, incluye un dueto con Dwight Yoakam en el tema "Little Chapel."
En 2009 publicó In The Wind, álbum coproducido por Taras Prodaniuk, que intervino también como bajista, junto a músicos como Larry Mitchell, Jim Christie y Bob Gothar.

## Discografía

### Álbumes de estudio
- 1992: Just Like Old Times (HighTone)
- 1995: Untamed (HighTone) publicado por Demom en Europa
- 1998: Highways and Honky Tonks (Rounder))
- 2002: Sweet Talk and Good Lies (Rounder)
- 2009: In the Wind (Me and My American Roots)

### Álbumes en directo
- 1996: Sweet Little Dangerous (Demon)
- 2008: Live @ Newland, NL (Me and My American Roots)
- 2013: Live on TruCountry (Floating World Records)

### Recopilatorios
- 2005: Rum and Rodeo (HighTone)